# Sanctuary
Sanctuary (с англ. — «Святилище») — второй сингл  британской хеви-метал-группы Iron Maiden. Этот сингл достиг 29 позиции в чарте синглов Британии.

## Список композиций
1. Sanctuary (Стив Харрис, Пол Ди'Анно, Дэйв Мюррей) — 03:17
2. Drifter (live) (Стив Харрис, Пол Ди'Анно) — 06:04
3. I`ve Got The Fire (live) — 03:14

## Состав
- Пол Ди’Анно — вокал
- Стив Харрис — бас-гитара
- Дейв Мюррей — гитара
- Клайв Барр — ударные
- Деннис Стрэттон — гитара